# بيست أوف ذا فيديوز
بيست أوف ذا فيديوز، (بالإنجليزية: Best of the Videos)‏، هو دي في دي من فرقة الروك البريطانية ديف ليبارد. يحتوي هذا القرص على ما مجموعه 33 فيديو أغاني منفردة ترويجية والتي ساعدت بإعطاء الفرقة طفرة نجاحها بعد إصدار ألبومها المفاجئ عام 1983، بايرومانيا. فيديو «برينغين أون ذا هارتبريك» الموجود في التجميعة هو نسخة عام 1984.
أُصدرت مجموعة الدي في دي هذه بتزامن مع سي دي الألبوم التجميعي، والذي احتوى على أغانٍ متعددة لم تُصدر كأغانٍ منفردة وكذلك على أغانٍ منفردة لم تُصدر لها أغانٍ مصورة.

## قائمة الأغاني
1. «فوتوغراف»
2. «روك أوف إيجز»
3. «فولين»
4. «برينغين أون ذا هارتبريك» (النسخة الثانية مع فيل كولين)
5. «أنيمال»
6. «وومن»
7. «بور سام شغر أون مي» (النسخة الأمريكية)
8. «أرماغيدون إت»
9. «هستيريا»
10. «لاف بايتس»
11. «روكيت»
12. «ليتس غيت روكد»
13. «ميك لاف لايك أ مان»
14. «هيفن إز»
15. «هاف يو إيفر نيدد سام وان سو باد»
16. «ستاند أب (كيك لاف إنتو موشن)»
17. «تونايت»
18. «آي وانا تاتش يو»
19. «تو ستيبس بيهايند»
20. «ميس يو إن أ هارتبيت»
21. «أكشن»
22. «وين لاف أند هيت كولايد» (نسخة «إيبيك» الموجزة ب4 دقائق)
23. «سلانغ»
24. «وورك إت آوت»
25. «أول آي وانت إز إيفريثينغ»
26. «بروميسس»
27. «غودباي»
28. «ناو»
29. «لونغ، لونغ واي تو غو»

## مميزات إضافية
توجد ثلاث نسخة من الفيديوهات يمكن الوصول لها عندما يظهر حرف 'D' الزاويّ بأسلوب شعار ديف ليبارد في الزاوية اليمنى العليا من الشاشة ويُضغط على زر 'تشغيل'.
- «أرماغيدون إت» (النسخة البديلة)
- «وين لاف أند هيت كولايد» (نسخة «إيبيك» ب8 دقائق)
- «سلانغ» نسخة المخرج (المسار الصوتي مسرع قليلاً)

## معلومات إضافية
- فيديو «برينغين أون ذا هارتبريك» هو من نسخة فيل كولين (المسجلة عام 1984)، لكن الصوت هو من النسخة الأصلية مع بيت ويليس (1981).
- «مشهد الفأر» في نهاية «لونغ، لونغ واي تو غو» محذوف من هذا السي دي.